# Leigh (Wiltshire)
Leigh è un villaggio e una parrocchia civile della contea del Wiltshire che si trova a circa 2,4 km a sud-est di Ashton Keynes e 4 km a ovest di Cricklade nel Sud Ovest dell'Inghilterra, Regno Unito. 

## Geografia fisica

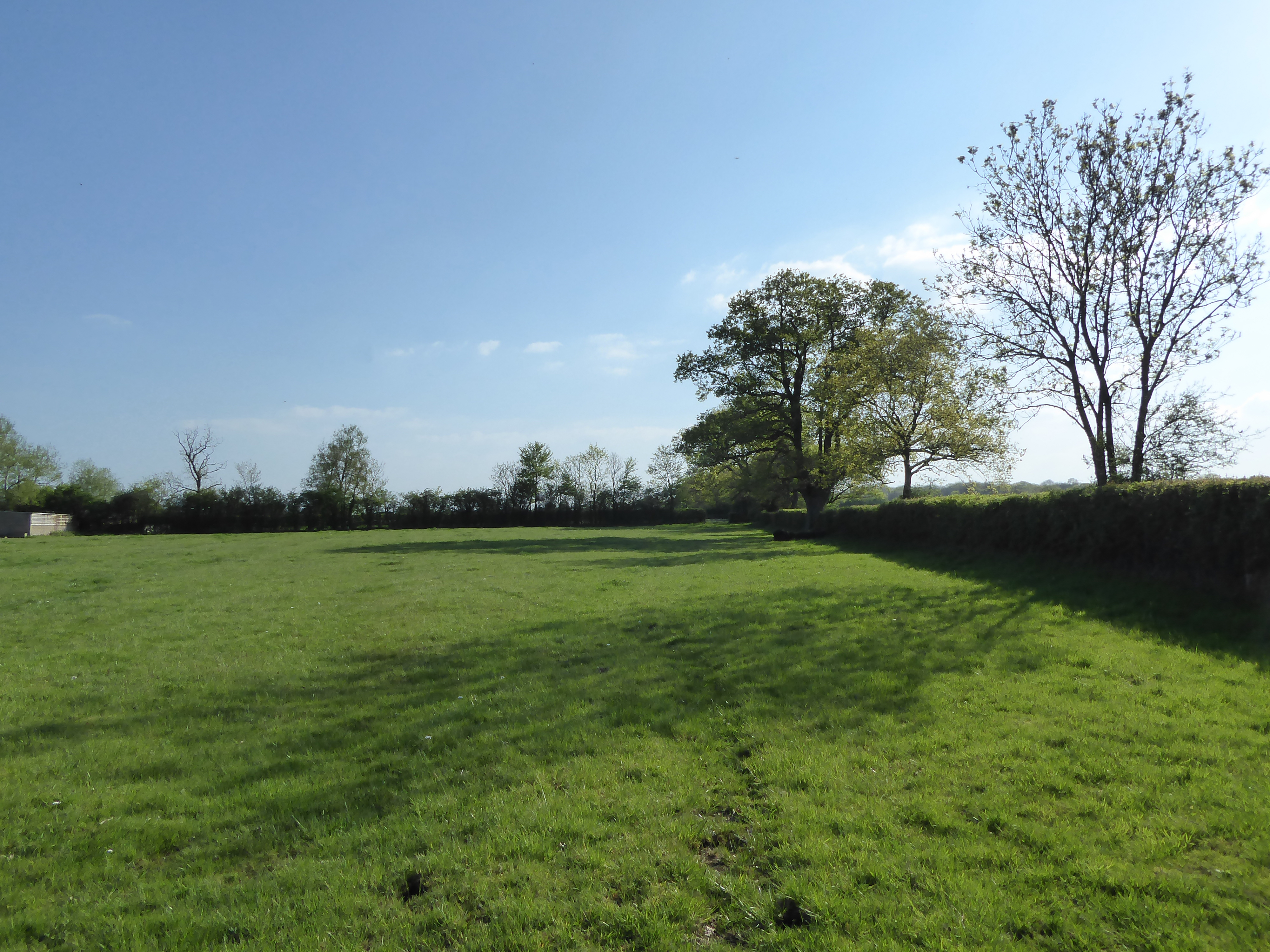
Area verde attorno a Leigh

### Territorio
Il territorio della parrocchia civile di Leigh occupa una superficie di 8.981 km² con un livello medio sul mare di circa 91 metri e si trova su una strada secondaria. Il tratto iniziale del percorso del fiume Tamigi costituisce parte del confine settentrionale. Vicino al fiume si trova l'area di Upper Waterhay Meadow, un sito biologico di particolare interesse scientifico. Altri confini sono un breve tratto dello Swill Brook, che sfocia nel Tamigi a nord-ovest, il suo affluente, il Derry Brook, a ovest, e il torrente Bournlake a est. La parrocchia civile è per lo più pianeggiante, posta tra i circa 83 metri di altitudine a nord e a est ed i 94 metri a sud. Il terreno è prevalentemente argilloso sebbene il percorso del Tamigi a nord abbia lasciato depositi ghiaiosi e vi siano altri tre piccoli depositi ghiaiosi sparsi in tutta la parrocchia. Leigh è separata da Ashton Keynes a nord dal Tamigi e dal ruscello Swill. Sezioni del confine settentrionale ora deviano da questi corsi d'acqua per incorporare i confini dei campi. Il ruscello Derry, un affluente del Tamigi, precedentemente noto come lago Sambourne, forma il confine occidentale con Minety, e il ruscello del lago Bourne forma il confine orientale con Cricklade. Nel 1630 il confine della foresta di Braydon correva lungo la palude di Leigh, tra la distesa incolta del maniero di Leigh, che si trovava al di fuori della foresta, e la distesa incolta, precedentemente chiamata Peverills, al suo interno. Fino al 1984, il confine della parrocchia meridionale seguiva principalmente il lato sud della strada da Cricklade a Malmesbury, in un paio di punti seguendo un tracciato più antico della strada.

## Storia
L'area è di insediamenti sparsi e a lungo è stato parte, con la sua cappella, della parrocchia di Ashton Keynes e nel 1884 è divenuto una parrocchia civile separata. Leigh è un nome derivato dall'anglosassone "leah", che significa "radura in un bosco". Leigh fece parte del feudo di Ashton Keynes fino al 1548, quando i terreni coltivati nelle fattorie di Leigh furono staccati dal feudo di Ashton Keynes e mantenuti come feudo di Leigh. Successivamente i signori di Leigh imposero le proprie tasse, nominarono i propri sorveglianti e aiutarono i propri poveri. Alcune fattorie di Leigh includevano terreni ad Ashton Keynes sui quali venivano pagate tasse a Leigh. Dopo la chiusura di Leigh nel 1767, 16 acri di terreno ad Ashton Keynes, sui quali venivano pagate tasse a Leigh, si trovavano come quattro isole all'interno della parrocchia di Ashton Keynes, e quando Ashton Keynes fu chiusa nel 1778 a Leigh furono assegnati circa 120 acri di lotti situati nell'angolo sud-est di Ashton Keynes, vicino al confine con Leigh. Nel 1841 Leigh copriva circa 1.350 acri e nel 1884, dopo piccoli scambi di terreni con Ashton Keynes, 1.461 acri. Nel 1971 l'area della parrocchia era di circa 1460 acri. Nel 1984, piccoli appezzamenti di terreno lungo il confine furono trasferiti da Leigh ad Ashton Keynes e circa 741 acri, a sud di Malmesbury Road, furono trasferiti da Cricklade a Leigh. Nel 1991 Leigh si estendeva per circa 2216 acri.
La strada principale da Cricklade a Malmesbury corre in direzione est-ovest attraverso il sud della parrocchia. Un'altra strada attraversa il lato ovest della parrocchia, collegando Leigh con Wootton Bassett a sud e Ashton Keynes e Cirencester a nord, e diventa nota come Ashton Road dopo essersi unita a Swan Lane. Swan Lane attraversa a semicerchio il centro della parrocchia in direzione est-ovest. A est, una strada che va da nord-ovest dalla strada da Cricklade a Malmesbury si unisce a Swan Lane in un incrocio presso Crosslanes Farm e svolta a nord verso Ashton Keynes attraverso un ponte sul Tamigi: Swan Lane prosegue come un sentiero che un tempo collegava diverse fattorie con una strada est-ovest, che taglia in due l'angolo nord-orientale di Leigh, collegando Ashton Keynes a Chelworth. La strada di Malmesbury, chiamata Forest Lane prima del 1831, fu dotata di casello autostradale nel 1755-6 e migliorata tra il 1778 e il 1810. Fu abolita nel 1876. Il casello autostradale a Leigh fu dismesso nel 1864.

## Monumenti e luoghi d'interesse

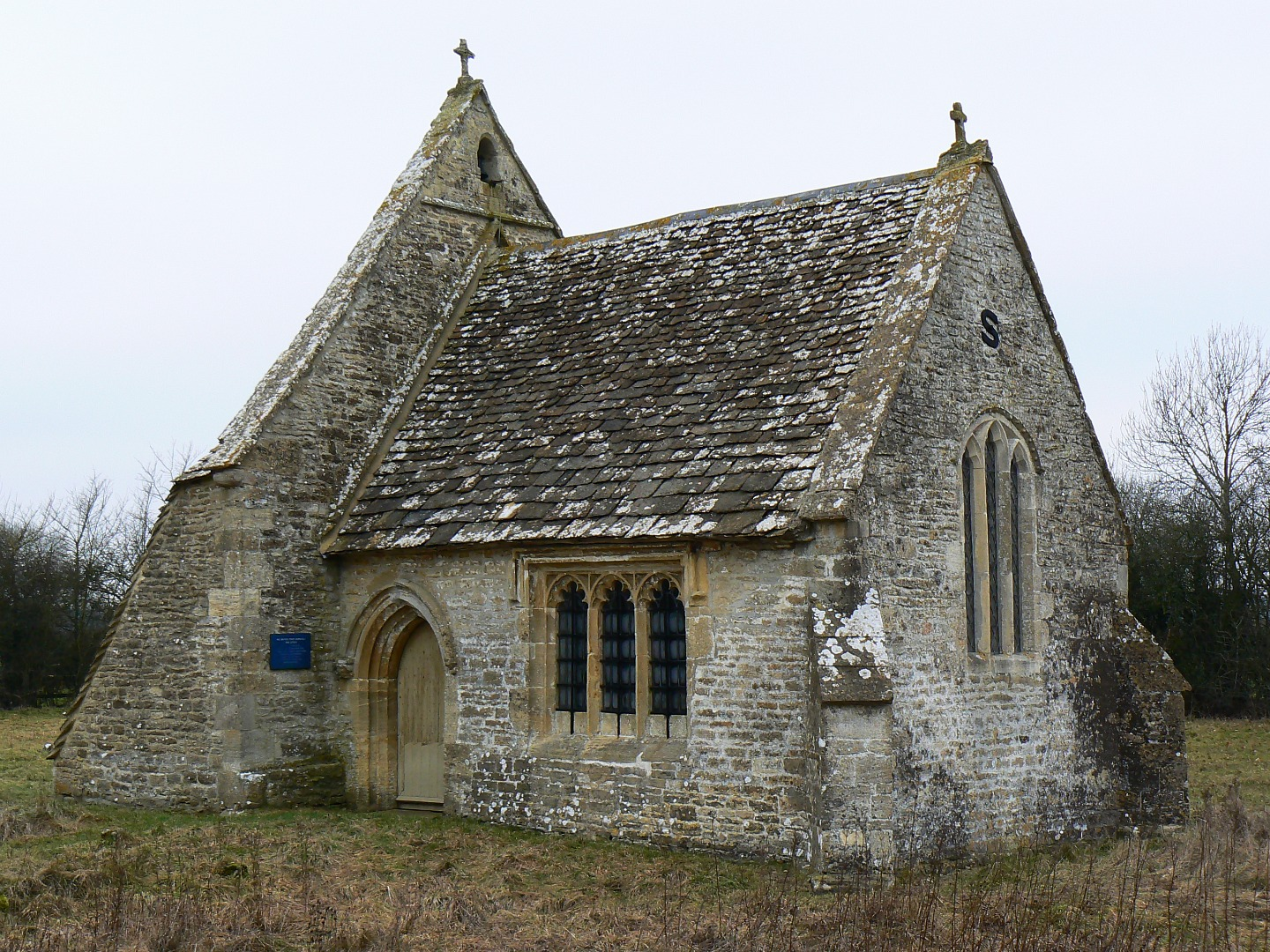
Antico presbiterio di Tutti i Santi, Waterhay

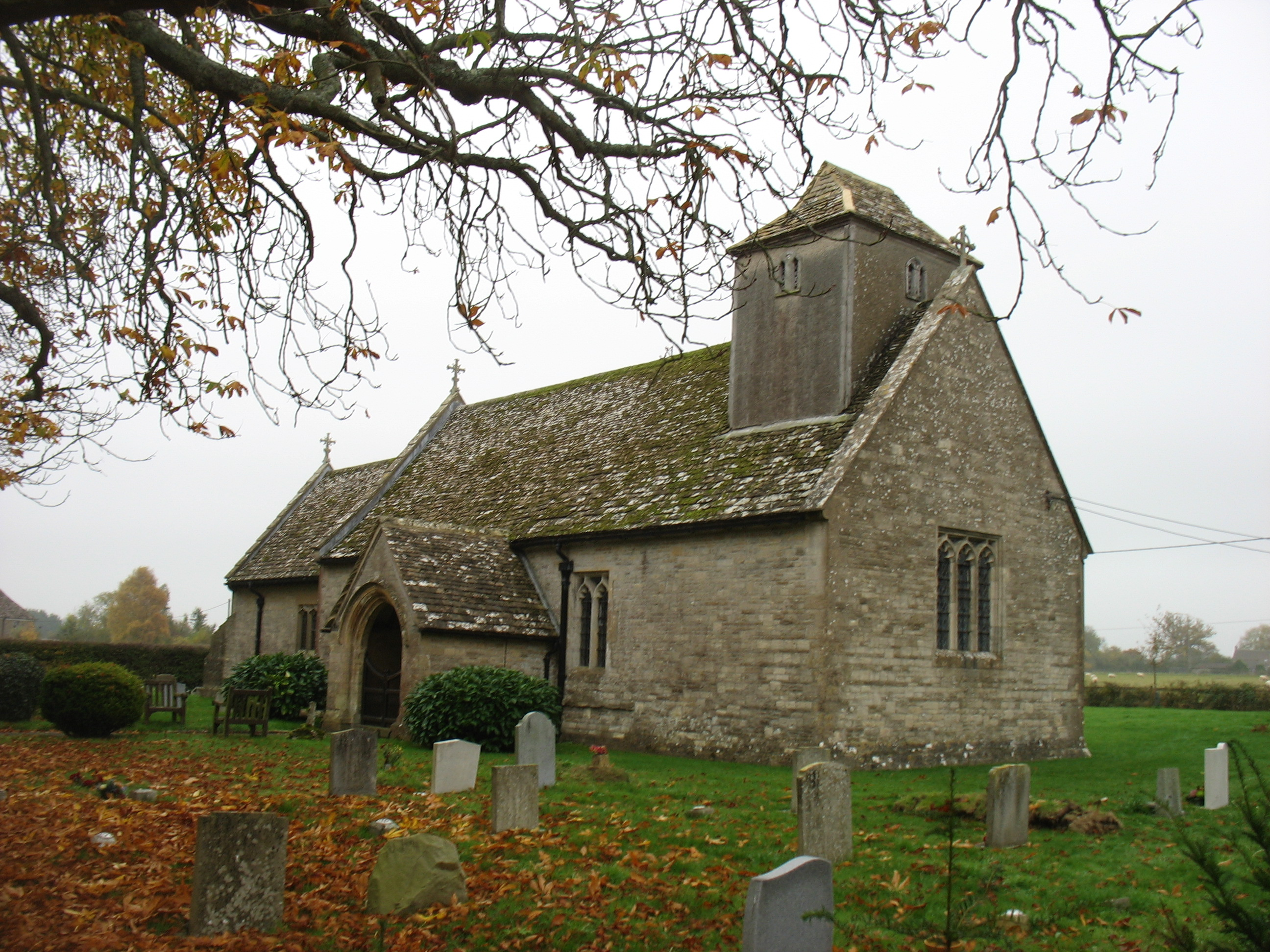
Chiesa di Tutti i Santi

Ci sono vari edifici storici e altri siti d'interesse nel territorio di Leigh, in particolare le sue chiese. 
- Chiesa di Tutti i Santi (in inglese All Saints' Church). Si tratta di una chiesa parrocchiale anglicana. Leigh in origine aveva una cappella dipendente da Ashton Keynes. La comunità quindi aveva una propria chiesa a Waterhay a metà del XIII secolo, dedicata a Ognissanti già nel 1848. Le inondazioni la resero inaccessibile in caso di maltempo, così nel 1896 gran parte della chiesa fu smantellata e trasferita in una nuova sede in Swan Lane. Il vecchio presbiterio, sostenuto dalle porzioni orientali delle pareti della navata originale, fu lasciato per fungere da cappella mortuaria per il cimitero. Nel 1892 si diceva che la chiesa versasse ormai in uno stato di degrado e inagibilità. Furono prese in considerazione varie ipotesi. Originariamente si pensò di riparare la chiesa sul sito esistente, e in seguito si ipotizzò di costruirne una nuova su un nuovo sito, ma alla fine si decise di spostare la chiesa esistente, eccetto il presbiterio, in un nuovo sito sul lato sud di Swan Lane, su un terreno che era stato donato nel 1895. Il permesso fu concesso nel 1896, i lavori iniziarono immediatamente e furono completati entro la fine del secolo, nel 1898. L'architetto che presentò il progetto fu C. E. Ponting, che prestò grande attenzione nel ricostruire le mura della navata del XIII secolo, il portico con la porta e il tetto originali e la torre esattamente come erano, insieme a un nuovo presbiterio più grande. La chiesa recente sorge su Swan Lane, la strada della parrocchia con il maggior numero di insediamenti, ed è circondata da campi sul retro e sui lati. L'architetto che progettò la chiesa utilizzò gran parte della pietra, del legno e delle tegole della vecchia chiesa di Waterhay. Si pensa che per questo motivo, e per desiderio dell'architetto, la nuova chiesa assomigli molto all'originale. Lo stesso Ponting aveva voluto che la ricostruzione della chiesa avvenisse sul sito originale. Anche le tre campane provengono dalla chiesa originale e risalgono al 1450, al 1627 e al 1729. Il vescovo di Bristol consacrò la nuova chiesa il 27 gennaio 1898. L'English Heritage ha inserito dal 17 gennaio 1955 la chiesa di Tutti i Santi di Leigh tra gli edifici storici come monumento classificato di seconda categoria col numero 1356042. La chiesa appartiene alla diocesi di Bristol.[4][8][9][10]